# Idaea franconiaria
Idaea franconiaria är en fjärilsart som beskrevs av Swinhoe 1902. Idaea franconiaria ingår i släktet Idaea och familjen mätare. Inga underarter finns listade i Catalogue of Life.